# Joshua Boschee

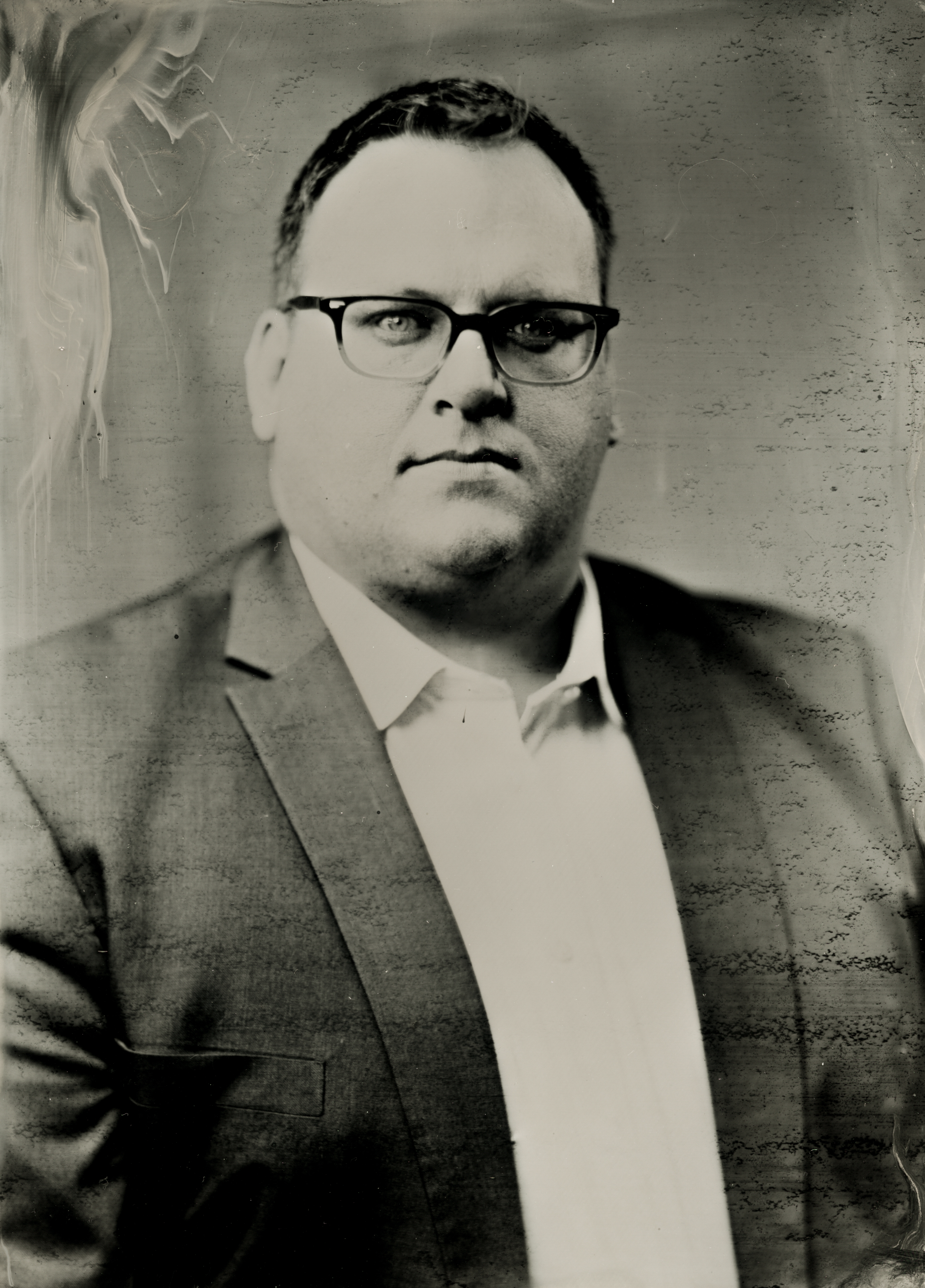
Joshua Boschee

Joshua Boschee (* 24. Mai 1982 in Minot, North Dakota) ist ein US-amerikanischer Politiker der Demokratischen Partei.

## Leben
Boschee gelang als Nachfolger von Don Clark im November 2012 der Einzug als Abgeordneter in das Repräsentantenhaus von North Dakota. Boschee wohnt in Fargo.